# Grupo Suma
Grupo Suma fue un colectivo de artistas visuales en México, activo entre 1976 y 1982, que surgió en un contexto de agitación social y política. Este grupo, formado en la Ciudad de México, se distinguió por su intervención en el espacio público y su compromiso con la crítica social a través del arte.Sus miembros emplearon diversas disciplinas artísticas, como el muralismo, el grafiti, y el arte conceptual, para abordar temas sociales, culturales y políticos de relevancia en su época.

## Contexto histórico
El origen del Grupo Suma estuvo profundamente influenciado por los movimientos sociales que emergieron tras la represión del movimiento estudiantil de 1968 en México. La masacre de Tlatelolco inspiró a una generación de jóvenes artistas a explorar el arte como un medio de activismo y reflexión social.En este entorno de descontento y búsqueda de cambio, Grupo Suma se consolidó como una respuesta crítica a la falta de espacios de expresión en el arte, promoviendo la creación de un diálogo directo con el público y buscando dar voz a los sectores marginados.

## Estilo y características del trabajo
1. Intervención en el espacio público: Uno de los sellos distintivos de Grupo Suma fue su enfoque en el espacio público como soporte principal para sus obras.[6] Con intervenciones en distintas áreas urbanas, buscaban no solo embellecer el entorno sino también fomentar la conciencia social.[7] Murales como El Gran Mural simbolizan esta etapa de activismo artístico, representando figuras y movimientos comprometidos con la justicia social.[8]
2. Estética colectiva: El grupo promovía una creación artística colaborativa, donde cada integrante aportaba su estilo y perspectiva, enriqueciendo así la diversidad de sus obras.[9] Esta colectividad en su trabajo también reforzaba los vínculos entre los artistas y las comunidades en las que intervenían.[10] Proyectos como Voz de los Sin Voz integraron técnicas como el muralismo y el grafiti, generando un diálogo visual efectivo sobre las luchas de los sectores menos favorecidos. [11]
3. Arte efímero y crítica social: La naturaleza temporal de muchas de sus obras respondía a un rechazo de la noción del arte como un objeto de consumo.[12] Esta temporalidad permitía que el arte de Grupo Suma fuese dinámico, reflejando las condiciones sociales cambiantes y fomentando una interacción constante con el público.[13] Al crear obras efímeras, cuestionaban la permanencia en el arte y abogaban por una práctica accesible y cercana a la vida cotidiana.[5]

## Legado y relevancia
El impacto de Grupo Suma en el arte contemporáneo mexicano es evidente, sobre todo en el ámbito del arte urbano y el activismo social.Su enfoque ha influido en generaciones posteriores de artistas que continúan utilizando el arte como un vehículo para la protesta y el cambio social.Exposiciones recientes, como La Era de la Discrepancia, destacan la importancia de este colectivo en la historia del arte mexicano y su vigencia en temas de derechos humanos y justicia social.

## Proyectos destacados
- El Gran Mural: Esta obra, creada en un espacio público, representaba las luchas de varios movimientos sociales en México, desde el movimiento estudiantil hasta la lucha por los derechos de los trabajadores.[3]
- Voz de los Sin Voz: Este proyecto colectivo integró diversas disciplinas artísticas para visibilizar la injusticia social y la marginación de comunidades indígenas y urbanas.[4]